# Leif Gustavsson
Leif Erik "Tåten" Gustavsson, född 7 juni 1941 i Eskilstuna Klosters församling, är en svensk tidigare landslagsspelare i handboll.

## Klubbkarriär
Leif Gustavsson fostrades i IF Guif där han spelade till 1965. Han var med i kvallaget som återförde Guif till allsvenskan 1965 men valde sedan att spela för Vikingarna 1965-1967. Han var alltså med och vann SM-guld med Vikingarna 1967. Han avslutade sedan elitkarriären i Guif 1967-1970.

## Landslagskarriär
Gustavsson debuterade i A-landslaget den 12 december 1963 mot Danmark  i Århushallen och gjorde sitt första landslagsmål. Han spelade sedan 12 landskamper för Sverige åren 1963-1968.  På dessa 12 matcher vann Sverige 8 och förlorade 4. Leif stod för 12 mål i landslaget. Leif Gustavsson spelade bara en mästerskapsturnering VM 1964 i Tjeckoslovakien, då Sverige vann silver efter finalförlust mot Rumänien med 22-25. Av 6 VM-matcher spelade Leif Gustavsson bara 2, mot Egypten då han gjorde 4 mål och mot Västtyskland då Sverige förlorade med 8-16. Han avslutade sin landslagskarriär mot Rumänen den 22 juni 1968 i Gdansk i en förlust 14-20.